# Thomas Kraft
Thomas Kraft (sinh ngày 22 tháng 7 năm 1988) là một cựu cầu thủ bóng đá người Đức từng thi đấu ở vị trí thủ môn.